# Kalkfickmossa
Kalkfickmossa (Fissidens gracilifolius) är en bladmossart som beskrevs av Bruggeman-nannenga och Nyholm in Nyholm 1986. Kalkfickmossa ingår i släktet fickmossor, och familjen Fissidentaceae. Enligt den finländska rödlistan är arten nationellt utdöd i Finland. Arten är reproducerande i Sverige. Artens livsmiljö är bäckar. Inga underarter finns listade i Catalogue of Life.